# 12″ морско оръдие Mark X
12-инчово морско оръдие Mk X е британско корабно оръдие с калибър 304,8 mm. Оръдието е разработено през 1905 г. от фирмата Vickers Limited. С оръдията от типа Mark X се въоръжават броненосците от типа „Лорд Нелсън“, линкорите типове „Дредноут“ и „Белерофонт“, а също линейните крайцери от типовете „Инвинсибъл“ и „Индефатигейбъл“.

## Конструкция на оръдието
Каналът на ствола на оръдието има дължина 45 калибъра (от затвора до дулния срез) или 13 720 mm. Теглото на снарядите е 385,6 kg, теглото на заряда е 95,7 kg (71,8 kg олекотен, 117 kg усилен). Бронепробиваемостта от 1000 ярда е над 795 mm. Максималният ъгъл на вертикално насочване е 13,5°.